# Robbie Robertson
Pour les articles homonymes, voir Robertson.
Robbie Robertson est un guitariste, compositeur, acteur, producteur et scénariste canadien, né le 5 juillet 1943 à Toronto (Canada) et mort le 9 août 2023. Il a été le guitariste du groupe rock canadien The Band qui a longtemps accompagné Bob Dylan.

## Biographie

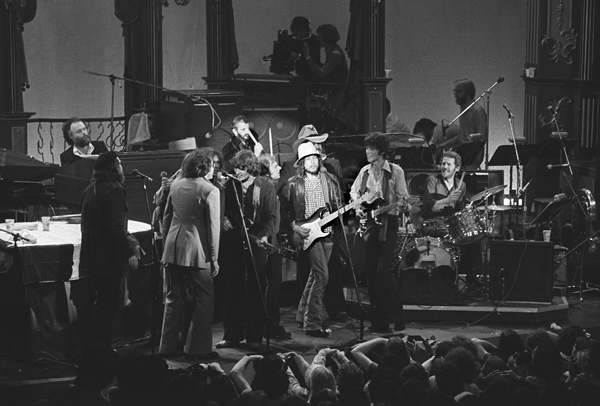
Concert du 25 novembre 1976

Robbie Robertson est né au Canada. Sa mère est native d'une réserve indienne. Son père qui était un joueur professionnel meurt quand il est encore très jeune. Ses oncles et cousins lui apprennent les premiers rudiments de guitare. Âgé à peine de seize ans, il est accepté comme guitariste dans le groupe accompagnant Ronnie Hawkins, star canadienne du rock 'n' roll. L'effectif du groupe évolue et quatre piliers émergent, outre Hawkins, bien sûr et Robertson : le batteur Levon Helm, le bassiste Rick Danko, le claviériste Garth Hudson, et le pianiste Richard Manuel, chacun étant capable de jouer à l'occasion d'autres instruments et de chanter.
Fin 1963, le groupe qui s'appelle The Hawks, devient indépendant de Ronnie Hawkins. En 1965, c'est la rencontre décisive avec Bob Dylan puis en août de la même année une tournée «électrique» (Bob Dylan y amorce sur scène l'évolution radicale de sa musique en passant du folk au rock). The Hawks devient The Band et une tournée européenne suit du 4 février au 27 mai 1966.
À la suite de l'accident de moto de Bob Dylan, The Band s'installe en 1967 à proximité de la ville de Woodstock dans une vaste bâtisse rose (The Big Pink). Dylan, convalescent, joue avec eux régulièrement. De la matière sonore issue de ces moments exceptionnels, The Band accouche de son premier album, Music from the Big Pink.
En septembre 1969 sort un deuxième album appelé simplement The Band, puis en août 1970 Stage Fright, qui voit Robertson prendre peu à peu le leadership et Cahoots en septembre 1971. Helm et Robertson ne s'entendent plus. The Band arrive pourtant à un summum avec les concerts à l'Academy of Music de New York du 28 décembre 1971 à la nuit du Nouvel An. Dylan les rejoint à cette occasion lors du dernier concert. Et Dylan reprend la route avec The Band pour une tournée du 3 janvier au 14 février 1974. Le 25 novembre 1976, le groupe donne un concert présenté comme un adieu au Winterland Ballroom, à San Francisco, filmé par Martin Scorsese et son équipe pour le film The Last Waltz, avec des invités prestigieux dont évidemment Dylan toujours, ainsi que Neil Young, Ringo Starr, Neil Diamond, Joni Mitchell, Van Morrison, Ronnie Hawkins, etc..
Après cette dernière valse, Robbie Robertson quitte effectivement The Band, en monnayant son départ. Puis il compose des musiques de film, participe à différentes commémorations de l'histoire du rock, puis réalise des albums solo. À partir de 1987, Robertson sort cinq albums solo. Sur son premier, intitulé sobrement Robbie Robertson, participent des musiciens invités de renom dont Peter Gabriel aux claviers et au chant, Daniel Lanois qui produit l'album en plus de jouer l'Omnichord, la guitare et les percussions, le groupe U2 au grand complet, Tony Levin au Chapman stick et à la basse, Bill Dillon à la guitare, Manu Katché à la batterie et aux percussions, ainsi que Terry Bozzio, Ivan Neville, plus Garth Hudson et Rick Danko du Band. Cet album sera certifié or aux États-Unis et en Grande-Bretagne et double platine au Canada à peine un an après sa sortie. Il est suivi par Storyville. Le titre de cet album est aussi le nom d'un quartier de bordels et de bars créé à la fin du XIXe siècle par la municipalité de la Nouvelle-Orléans. L'album est construit autour de la musique de cette région. En 1990, il est invité sur l'album du pianiste et compositeur japonais Ryuichi Sakamoto, Beauty.
En 1994, Robertson retourne à ses racines, enregistrant avec un groupe amérindien une série de titres qui accompagnent The Native Americans, documentaire télévisé. Toujours en 1994, Robertson rejoint Garth Hudson, Rick Danko et Eric Clapton sur scène pour jouer la chanson The Weight lorsque The Band est intronisé au Rock and Roll Hall of Fame. How To Become Clairvoyant sort le 5 avril 2011 et constitue le cinquième album solo de Robertson. Il y est en compagnie notamment d'Eric Clapton, Steve Winwood, Trent Reznor, Tom Morello. Pino Palladino, et Ian Thomas sont à la section rythmique.
Il meurt le 9 août 2023 à Los Angeles à l'âge de 80 ans, des suites d'une maladie.

## Discographie
Cf. Discographie de The Band pour la période de participation à ce groupe.

### Albums
- 1987 Robbie Robertson
- 1991 Storyville
- 1994 Music for the Native Americans (Avec The Red Road Ensemble)
- 1998 Contact from the Underworld of Redboy (en)
- 2011 How to Become Clairvoyant (en)
- 2019 Sinematic

## Filmographie

### Comme compositeur
Jusqu'en 1978, il est crédité comme le principal (voire unique) compositeur de The Band pourtant il ne chante en solo que sur 3 chansons To Kingdom Come, Knockin' Lost John et Out Of The Blue, sur plus de 70. Il dit pourtant dans le film The Last Waltz, que ce groupe est plus que des amis, ils créent quelque chose ensemble ; ce sera une cause de conflit, (principalement avec Levon Helm). The Band se reformera, mais sans lui.
- 1994 : Jimmy Hollywood
- 1994 : The Native Americans (feuilleton TV)
- 1996 : Dakota Exile : Narrator
- 2004 : Piège de feu
- 2019 : The Irishman
- 2023 : Killers of the Flower Moon[8]

### Comme acteur
- 1980 : Carny de Robert Kaylor : Patch
- 1992 : The Allman Brothers Band: Live at Great Woods (vidéo) : Host
- 1995 : Crossing Guard (The Crossing Guard) : Roger

### Comme producteur
- 1978 : La Dernière Valse (The Last Waltz)
- 1980 : Carny
- 2004 : Jenifa

### Comme scénariste
- 1980 : Carny

## Distinctions

### Nominations
- Golden Globes 2024 :  Meilleure musique de film pour Killer of the Flower Moon
- Oscars 2024 : Meilleure musique de film pour Killers of the Flower Moon

### Webographie
- « Robbie Robertson » (présentation), sur l'Internet Movie Database